# Michael E. Phelps
Michael E. Phelps (sinh năm 1939 tại Cleveland, Ohio, Hoa Kỳ) là giáo sư và nhà lý sinh người Mỹ, nổi tiếng là một trong các cha đẻ của kỹ thuật chụp tia X lớp bằng phát xạ positron (PET).

## Cuộc đời và Sự nghiệp
Phelps xuất thân là một võ sĩ quyền Anh, đã đoạt bao tay vàng đáng mơ ước. Tuy nhiên, ở tuổi 19, ông đã bị tổn thương nghiêm trọng trong một vụ đụng xe khiến ông bị hôn mê trong nhiều ngày và sau đó chấm dứt sự nghiệp võ sĩ quyền Anh của mình 
Phelps vào học ở đại học miền Tây Washington, đậu bằng cử nhân khoa học môn toán học và hóa học năm 1965. Năm 1970, ông đậu bằng tiến sĩ hóa học ở Đại học Washington tại St. Louis. Ông gia nhập ban giảng huấn của Trường Y học Đại học Washington từ năm 1970. Từ năm 1975-1976, Phelps giảng dạy ở Đại học Pennsylvania. Năm 1976, ông chuyển sang đảm nhiệm chức giáo sư Norton Simon ở Trường Y học David Geffen tại Đại học California tại Los Angeles và làm trưởng phân khoa Dược lý phân tử kiêm giám đốc 2 viện: Viện Y học phân tử và Viện Crump về Imaging phân tử (Crump Institute for Molecular Imaging).

## Giải thưởng và Vinh dự
- 1998 Giải Enrico Fermi
- 2001Giải Kettering
- 2001 Viện sĩ Viện Hàn lâm Khoa học quốc gia (Hoa Kỳ)[2]

## Gia đình
Hiện nay Michael Phelps cư ngụ ở Los Angeles với vợ là Dr. Patricia Phelps, phó giáo sư Sinh lý học ở Đại học California tại Los Angeles. Họ có hai người con: Patrick Phelps, hiện cư ngụ ở Los Angeles và Katy Phelps, hiện cư ngụ ở thành phố New York.